# Cricqueville-en-Bessin
Cricqueville-en-Bessin ist eine französische Gemeinde im Département Calvados in der Region Normandie mit 170 Einwohnern (Stand: 1. Januar 2022). Cricqueville-en-Bessin gehört zum Arrondissement Bayeux und zum Kanton Trévières. Die Einwohner werden Cricquevillais genannt.

## Geografie
Cricqueville-en-Bessin liegt etwa 35 Kilometer westnordwestlich von Bayeux und etwa 46 Kilometer nordnordöstlich von Saint-Lô an der Atlantikküste. Umgeben wird Cricqueville-en-Bessin von den Nachbargemeinden Saint-Pierre-du-Mont im Osten, La Cambe im Süden sowie Grandcamp-Maisy im Westen.

## Bevölkerungsentwicklung
| 1962                      | 1968 | 1975 | 1982 | 1990 | 1999 | 2006 | 2013 |
| ------------------------- | ---- | ---- | ---- | ---- | ---- | ---- | ---- |
| 197                       | 200  | 190  | 157  | 171  | 182  | 182  | 189  |
| Quelle: Cassini und INSEE |      |      |      |      |      |      |      |

## Sehenswürdigkeiten
- Kirche Notre-Dame aus dem 13. Jahrhundert, Monument historique
- Ehemalige deutsche Wehrmachtsbatterie am Pointe du Hoc mit Mahnmal

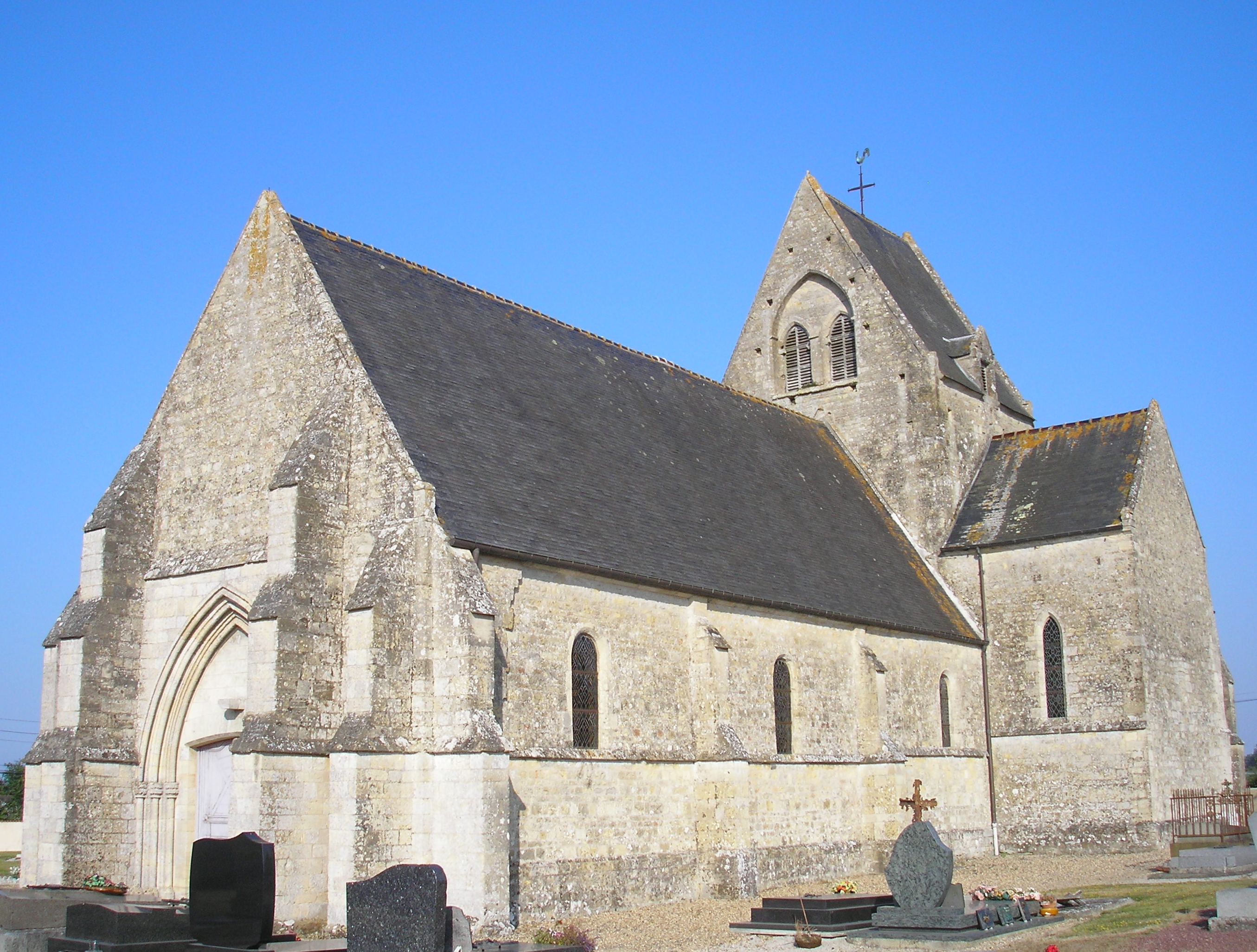
Kirche Notre-Dame